# Nýi y Niði
En la mitología nórdica, Nýi y Niði (del nórdico antiguo: Luna llena y Luna nueva) eran dos enanos que gobernaban las fases lunares de crecimiento y mengua respectivamente. Son mencionados en un listado de enanos llamado Dvergatal que se encuentra en Völuspá, Edda poética y en Gylfaginning en la Edda prosaica.
Son los primeros enanos mencionados en este listado y forman parte de los enanos gobernados por el más poderoso de ellos llamado Mótsognir o su sucesor, Durin.
La conexión a las fases lunares, se desprende de sus nombres; la palabra ný en nórdico antiguo designa a la fase de Luna llena o creciente y representa una etapa de regeneración, mientras que nið es Luna nueva o menguante. Según lo relata Snorri Sturluson en el texto de Vafþrúðnismál, Edda poética ambas fases fueron provistas por los dioses luego de la creación del mundo para que los hombres pudieran calcular los años. En Gylfaginning se relata que Máni, el dios de la Luna, dirige su curso y es el encargado de determinar sus fases desde Luna nueva a Luna llena. Se desconoce si estos enanos desempeñaban algún papel en particular aunque posiblemente fueran solamente las personificaciones de las fases lunares. Según Jakob Grimm sus nombres podrían ser interpretados como "nueva luz" y "disminución de luz".
En sueco moderno, las palabras "Ny" y "Nedan" aún son usadas para referirse a la luna creciente y menguante.